# Муни (село)
Муни́ (анд. Беннур, Меннур) — село в Ботлихском районе Дагестана. Центр сельского поселения Сельсовет «Мунинский».

## География
Расположено в 7 км к северо-востоку от села Ботлих, на реке Унсатлен.

## Население
| 1869  | 1888  | 1895  | 1926 | 1939 | 1970  | 1989  |
| ----- | ----- | ----- | ---- | ---- | ----- | ----- |
| 641   | ↗903  | ↘748  | ↘586 | ↗785 | ↗1204 | ↗1742 |
| 2002  | 2010  | 2021  |      |      |       |       |
| ↗2763 | ↗3220 | ↗3400 |      |      |       |       |